# キバシリ

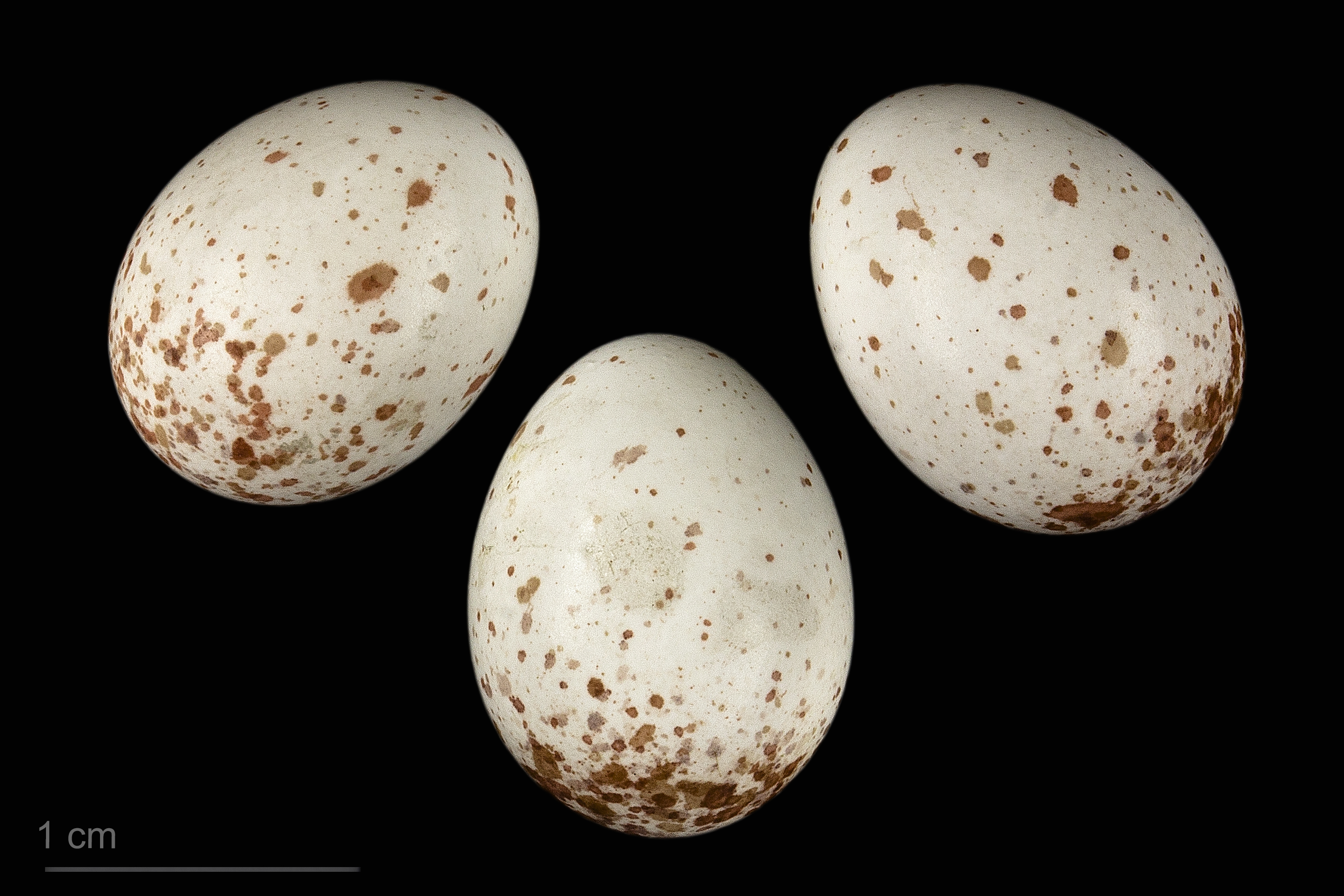
Certhia familiaris macrodactyla

キバシリ（木走、学名：Certhia familiaris）はスズメ目キバシリ科に分類される鳥類の一種である。木の幹に縦にとまり、登る姿からキバシリ（木走）の名が付けられた。

## 分布
ユーラシア大陸や北アメリカ大陸の温帯から亜寒帯に生息する。生息地では基本的には留鳥だが、北方で繁殖したものは冬季南方へ渡る。北アメリカに生息する亜種は、別種（アメリカキバシリ、学名：Certhia americana)とする説が有力である。
日本では北海道、本州、四国、九州の亜高山帯の針葉樹林に留鳥として生息する。繁殖地はやや局地的で、個体数は多くない。冬季はやや標高の低い場所に移動する。北海道では平地の林に生息するものもある。

## 形態
全長11-15.5cm。スズメより小さく細身。体の上面は褐色地に白色にのまだらで、樹皮に似た色をしている。眉斑は白で過眼線は褐色。腹面は白色、尾は長く褐色で先端が尖る。くちばしは細長く下に湾曲している。雌雄同色である。

## 生態
低山から亜高山帯の針葉樹林や落葉広葉樹林に生息する。
木の幹に住む小さな昆虫類やクモを主食としている。幹に尾をつけて体を支え、這うような姿勢で幹をらせん状に上下し、餌となる虫をあさる。
警戒時には体を木の幹に寄せて静止する。
木の割れ目や樹洞に、朽木の破片をクモの巣で繋いで椀状の巣を作る。産卵時期は3-5月で、産卵数は4-5個。抱卵日数は14-15日で、雌が抱卵する。雛は14-16日で巣立ちする。
非繁殖期にも単独、またはつがいで行動することが多いが、シジュウカラ等の他のカラ類の混群に混じっていることもある。

## 亜種
25亜種に分類される。日本に分布する亜種は以下の2種である。
- キタキバシリ（学名C.f.daurica）　北海道に分布。
- キバシリ（学名C.f.japonica）　本州、四国、九州に分布。

キタキバシリとキバシリの見た目はほとんど同じで、野外での識別は困難。